# الجمعية الأمريكية لأمراض الدم
الجمعية الأمريكية لأمراض الدم (بالإنجليزية: American Society of Hematology)‏ هي جمعية أمريكية متخصصة لأمراض الدم أسست عام 1958 وتعقد اجتماعا سنويا في بداية ديسمبر يستقطب حوالي 20,000 من المتخصصين من كل أنحاء العالم . عقد أول اجتماع في مدينة اتلانتيك سيتي عام 1958 . وتصدر الجمعية مجلة علمية دورية أسبوعيا تحت اسم الدم (مجلة) (بالإنجليزية: Blood)‏.

## روابط خارجية
- الموقع الرسمي للجمعية الأمريكية لأمراض الدم